# Theater am Michelsberg
Das Theater am Michelsberg (Abkürzung: TaM) ist ein Theater in der historischen Altstadt von Bamberg, welches in der ehemaligen Klosterbrauerei der Benediktiner auf dem Michelsberg untergebracht ist.  
Das Theater am Michelsberg hieß bis 2007 Galli-Theater Bamberg und spielte nahezu ausschließlich Stücke des deutschen Autors und Clowns Johannes Galli. Am 1. April 2007 wurde es nach seiner Spielstätte auf dem Bamberger Michelsberg umbenannt und führt seitdem auch Stücke anderer Autoren auf.
Es bietet Theateraufführungen hauptsächlich für Kinder, aber auch Theater und Kabarett für Erwachsene, sowie Vorträge und Workshops. Sein Motto lautet Wir schaffen Spielräume, deshalb bietet es auch anderen Künstlern und Autoren, die nicht am Theater selbst beschäftigt sind, eine Bühne und lädt sie zu Gastspielen ein. Das Publikum wird unter dem Motto Du bist Theater aufgefordert, in das Bühnengeschehen einzugreifen und sich selbst spielerisch auszuprobieren. Eine Märchenerzählerin fordert Kinder auf, das erzählte Märchen nachzuspielen.